# Clubiona flammaformis
Espèce
Clubiona flammaformis est une espèce d'araignées aranéomorphes de la famille des Clubionidae.

## Distribution
Cette espèce est endémique du Hubei en Chine,. Elle se rencontre dans le xian de Badong.

## Description
Le mâle holotype mesure 3,91 mm et la femelle paratype 4,82 mm.

## Systématique et taxinomie
Cette espèce a été décrite par Li, Liu, Li et Peng en 2023.

## Publication originale
- Li, Liu, Li & Peng, 2023 : « Two new species of the sac-spider genus Clubiona Latreille, 1804 (Araneae, Clubionidae) and the female of C. subcylindrata from China. » Zootaxa, no 5263(4), p. 520-530.